# Hans Kristensen
Hans Kristensen (født 25. september 1941) er en dansk filminstruktør.

## Filmografi
Blandt de spillefilm han har instrueret kan nævnes:
- Flugten – 1973
- Per – 1975
- Blind makker – 1976
- Undskyld vi er her – 1980
- Kurt og Valde – 1983
- Klinkevals – 1999
- Bertram & Co. – 2002

Til tv har han helt eller delvist instrueret:
- John, Alice, Peter, Susanne og lille Verner – 1976
- Landsbyen – 1996
- Krummernes Jul – 1996
- Brødrene Mortensens Jul – 1998
- Jul på Kronborg – 2000